# Təbrizli
Təbrizli è un comune dell'Azerbaigian situato nel distretto di Lerik. Conta una popolazione di 155 abitanti.